# Ángel Romero (ciclista)
Ángel Romero Llamas (1 de outubro de 1932 — 21 de outubro de 2007) foi um ciclista olímpico mexicano. Representou sua nação em dois eventos nos Jogos Olímpicos de Verão de 1952.